# 1431 Luanda
För andra betydelser, se Luanda (olika betydelser).
1431 Luanda eller 1937 OB är en asteroid i huvudbältet som upptäcktes 29 juli 1937 av den sydafrikanske astronomen Cyril V. Jackson i Johannesburg. Den har fått sitt namn efter Angolas huvudstad Luanda.
Asteroiden har en diameter på ungefär 13 kilometer och den tillhör asteroidgruppen Eunomia.